# Kottbusser Tor (metropolitana di Berlino)
La stazione di Kottbusser Tor è una stazione della metropolitana di Berlino, posta all'incrocio fra il tronco comune alle linee U1 e U3 e la linea U8.
È posta sotto tutela monumentale (Denkmalschutz). Si trova nel centro del quartiere di Kreuzberg.